# بروس ويلهلم
بروس ويلهلم (بالإنجليزية: Bruce Wilhelm) هو رباع أمريكي، ولد في 13 يوليو 1945 في سانيفال في الولايات المتحدة.

## وصلات خارجية
- بروس ويلهلم على موقع أوليمبيديا (الإنجليزية)